# Manzonia crassa
Manzonia crassa is een slakkensoort uit de familie Rissoidae. De wetenschappelijke naam werd in 1798 gepubliceerd door Kanmacher.

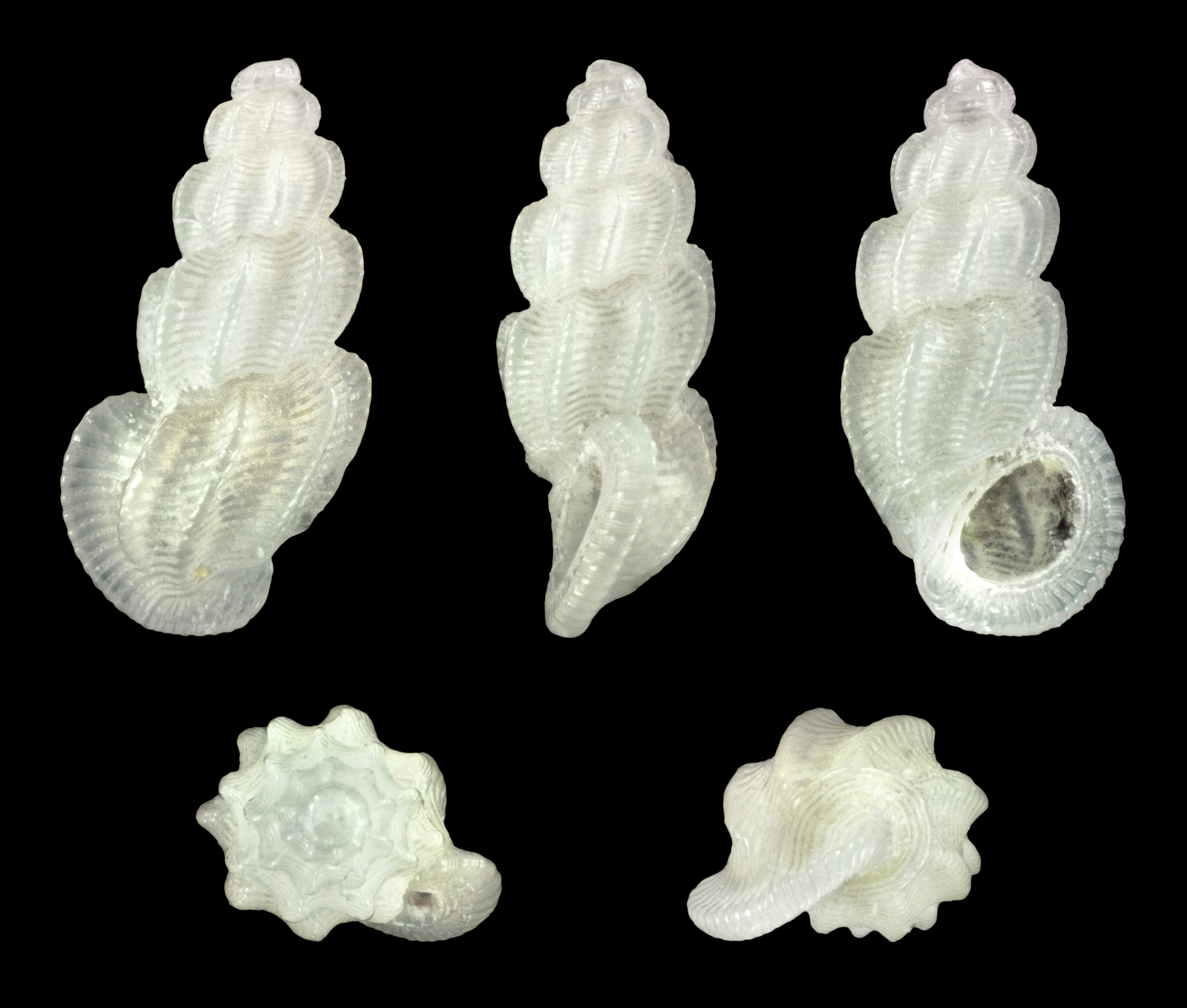
Manzonia crassa f. exigua